# Lucha Underground Championship
Lucha Underground Championship (en español Campeonato de Lucha Underground) fue un campeonato mundial de lucha libre profesional defendido en la promoción Lucha Underground, en donde es el de mayor prestigio. El título fue establecido en las grabaciones del 5 de octubre de 2014 con la coronación de Prince Puma como primer campeón.

## Historia
Durante el episodio 8 ("A Unique Opportunity") de la primera temporada de Lucha Underground, Darío Cueto, anunció que introduciría el "preciado premio" en la promoción, el Campeonato de Lucha Underground, revelando el título a la audiencia en la arena y televidentes. Él explicó que en las siguientes semanas 20 luchadores competirían en una lucha Aztec Warfare, de una mezcla de la división de hombres, mujeres y competidores Mini-Estrellas en el ring al mismo tiempo. Durante el episodio 8, Mil Muertes derrotó a Fénix, ganándose el puesto número 20, forzando a Fénix a ser el primer hombre en participar del combate. En el episodio 9 ("Aztec Warfare") fue dedicado a la lucha del campeonato en el que se apreció a Prince Puma cubriendo a Johnny Mundo para eliminarlo de la lucha y ganar el preciado campeonato. Durante las siguientes semanas ("Law of the Jungle") el debutante Cage arrancó el título, rasgando el cinturón por la mitad. Como resultado, Darío Cueto introdujo un nuevo cinturón del Campeonato Lucha Underground en el episodio 12 ("They Call him Cage") que fue presentado por Prince Puma.
Prince Puma retuvo su campeonato en varias oportunidades ante Fénix, Cage, King Cuerno, Drago, Hernández, Johnny Mundo, y Chavo Guerrero Jr.
En el episodio 31 ("The Desolation of Drago") Drago derrotó a King Cuerno, Cage y Hernández para conseguir una oportunidad por el título de Prince Puma en Última Lucha, en el final de la temporada de Lucha Underground. Luego, Cueto anunció que Drago se enfrentaría a Mil Muertes en el episodio 33 por el derecho a enfrentarse al campeón. En el episodio 33 grabado el 11 de abril de 2015, Muertes derrotó a Drago ganándose una oportunidad de enfrentar a Prince Puma. En Última Lucha, Mil Muertes derrotó a Prince Puma ganando el título en el último episodio de la primera temporada, terminando como campeón.

## Campeones

### Lista de campeones
|    | Luchador       | N.º | Fecha                   | Días | N.º de defensas | Show o evento     | Notas y referencias |
| -- | -------------- | --- | ----------------------- | ---- | --------------- | ----------------- | --- |
| 1  | Prince Puma    | 1   | 5 de octubre de 2014    | 196  | 8               | Aztec Warfare     | Ganó el título en un Aztec Warfare match de 20 luchadores. Emitido el 7 de enero de 2015. |
| 2  | Mil Muertes    | 1   | 19 de abril de 2015     | 217  | 2               | Última Lucha      | Emitido el 5 de agosto. |
| 3  | Fénix          | 1   | 22 de noviembre de 2015 | 20   | 0               | Lucha Underground | Canjeó el Lucha Underground Gift of the Gods Championship. |
| 4  | Matanza Cueto  | 1   | 12 de diciembre de 2015 | 119  | 11              | Aztec Warfare II  | Fue un 21–man elimination Aztec Warfare match. Matanza eliminó finalmente a Rey Mysterio Jr. ganando el campeonato.                                                                                                |
| 5  | Sexy Star      | 1   | 9 de abril de 2016      | 1    | 0               | Aztec Warfare III | Fue un Aztec Warfare match. Sexy Star eliminó finalmente a Mil Muertes y ganó el campeonato, siendo la primera mujer en ganar un campeonato principal de lucha profesional en el territorio de los Estados Unidos. |
| 6  | Johnny Mundo   | 1   | 10 de abril de 2016     | 77   | 4               | Lucha Underground | Canjeó el Lucha Underground Gift of the Gods Championship. |
| 7  | Prince Puma    | 2   | 26 de junio de 2016     | 0    | 0               | Ultima Lucha Tres | |
| 8  | Pentagón Dark  | 1   | 26 de junio de 2016     | 623  | 6               | Ultima Lucha Tres | Canjeó el Lucha Underground Gift of the Gods Championship con la misma estipulación. |
| 9  | Marty Martinez | 1   | 10 de marzo de 2018     | 8    | 1               | Lucha Underground | Canjeó el Lucha Underground Gift of the Gods Championship. |
| 10 | Pentagón Dark  | 2   | 18 de marzo de 2018     | 0    | 0               | Ultima Lucha 4    | |
| 11 | Jake Strong    | 1   | 18 de marzo de 2018     | 0    | 0               | Última Lucha 4    | Canjeó el Lucha Underground Gift of the Gods Championship. |
| —  | Desactivado    | —   | 18 de marzo de 2018     | —    | —               | Lucha Underground | Fecha del último espectáculo de Lucha Underground. |

### Total de días con el título
| N.º | Campeones      | Reinados | Total de días |
| --- | -------------- | -------- | ------------- |
| 1   | Pentagón Dark  | 2        | 623           |
| 2   | Mil Muertes    | 1        | 217           |
| 3   | Prince Puma    | 2        | 196           |
| 4   | Matanza        | 1        | 119           |
| 5   | Johnny Mundo   | 1        | 77            |
| 6   | Fénix          | 1        | 20            |
| 7   | Marty Martinez | 1        | 8             |
| 8   | Sexy Star      | 1        | 1             |
| 9   | Jake Strong    | 1        | 0             |

### Mayor cantidad de reinados
| Reinados | Luchador (es)              |
| -------- | -------------------------- |
| 2 veces  | Prince Puma, Pentagón Dark |